# Краљевина Босна
Краљевина Босна представља трећи период у развоју српске феудалне државе под именом Босна, у средњем веку.
Настала је на Митровдан 26. октобра 1377. године, када се тадашњи бан Стефан Твртко I Котроманић (бан 1353—1377, краљ 1377—1391) на гробу Светог Саве у манастиру Милешева овенчао („да будем у Христу Исусу благовјерни и Богом постављени Стефан краљ Србима и Босни и Поморју и Западним странама”), уздигавши Босну на ранг краљевине. Постојала је до 1463. године када је током продора Османлија у Европу уништена, а њен последњи краљ Стефан Томашевић (деспот Србије 1459, краљ Босне 1461—1463) по наређењу султана Мехмеда II (1451—1481) убијен у Јајцу и поред обећања да ће му живот бити поштеђен.
Током непуног века постојања Краљевина Босна је само током владавине Твртка I била снажна и самостална држава да би након његове смрти у самој држави отпочео рат како између чланова владарске породице Котроманића око власти, тако и међу моћном властелом, а у сукобе су се укључиле и Краљевина Угарска и Османско царство. Државна вера у Краљевини Босни била је Црква босанска, али су последњи њени краљеви због политичких прилика пришли папи и католицизму. Последица постојања Цркве босанске је била како сиромашнија културу у односу на суседну Србију, тако и стални ратови са Краљевином Угарском која је своје нападе правдала потребом да се искорени јерес која је завладала у Босни, пошто су и Православна и Католичка црква сматрале Цркву босанску јеретичком.

## Твртко I Котроманић

### Проглашење краљевине
Српско царство се после Маричке битке и смрти краља Вукашина, а исте године и цара Уроша (1371) дефинитивно распало на области обласних господара. Међутим, идеја о Српском царству је још увек била жива, па је било питање ко се може појавити као обновитељ немањићких традиција. Већина обласних господара били су скоројевићи, без високих дворских титула, а и они који су их носили, попут Дејановића и краља Марка, били су турски вазали. Босански бан Твртко имао је много више услова од њих да се наметне као обновитељ државе, јер је порекло по мајчиној линији водио од Немањића, светородне лозе, пошто му је прадеда краљ Драгутин, а с друге стране је изданак босанске владарске лозе Котроманића, за коју се везује владавина Босном од њеног оснивања. Разлог више били су пространи делови некадашње немањићке државе којима је владао. Уместо да српске земље просто присаједини својој држави, он се одлучио на то да истовремено буде и српски краљ и да влада својим земљама. У то време је на његовом двору створена формулација о «сугубом», «двоструком венцу», коју је лансирао његов логотет Владоје који је дошао из Србије. «Сугуби венац» би био симбол две земље којима Твртко влада – Босне, којом његова породица влада од давнина, и Србије, којом су владали његови прародитељи који су се преселили у «царство небеско». Видевши да је српска земља остала «без пастира», Твртко је осетио потребу да дође у српску земљу и буде крунисан за краља. Крунисање је вероватно обављено на Митровдан (26.10.) 1377. у манастиру Милешеви. Твртко је узео само краљевску, а не царску титулу јер она у то време није била омиљена међу Србима због црквеног раскола са Цариградском патријаршијом, а и због тога што није могао да има већу титулу од свог сениора, угарског краља. Његова званична титула била је «краљ Србљем, Босни и Поморју и Западним странама», а свом имену је додао и српско краљевско име Стефан, које су касније носили сви босански краљеви. Важно је питање како су се према његовој титули односили српски обласни господари. Сигурно је да су кнез Лазар и Вук Бранковић подржавали овај чин, због добрих односа са Твртком, док га Балшићи нису признавали из супротних разлога. Његову краљевску титулу признали су и Венеција и Дубровник, а очигледно је да и угарски краљ Лајош није имао ништа против, пошто му балкански крајеви нису више били у центру интересовања. Као српски краљ, Твртко је настојао да у Босну пресади дворска звања и службе, као и церемонијал српског двора. Уместо «надворног дијака» појављује се логотет као шеф краљевске канцеларије. Први логотет био је поменути Владоје. Византијска титула протовестијара је преко Србије дошла у Босну и заменила казнаца на челу руководиоца финансија. Први протовестијар био је поп Ратко из Дубровника, а касније су на ово место дошли представници породице Бућа из Котора, која је ову функцију обављала и на српском двору. Са српског двора је преузето и звање ставилца. Још за време Твртка се видело да је његово владање над Србијом било само фиктивно. Још за живота је кнез Лазар владао самостално у својим областима, као и Вук Бранковић, а касније су њихови наследници учинили исто, па се тек деспот Стефан Лазаревић може назвати правим обновитељем српске државе. Твртко, а касније и његови наследници, били су само босански краљеви. Босански владари нису могли задобити положај у Босни својом краљевском титулом какав су имали Немањићи у Србији јер за то нису имали подршку цркве која би их уздигла изнад остале властеле. Једина предност над властелом била је круна која је постала симбол државе и њеног јединства, независна од личности краља.

### Привреда
Након што је достигао свој максимум на источним границама, Твртко је своје тежиште политике пренео на јадранску обалу. Политичке тешкоће првих година Тврткове владе нису ометале започети привредни развој. Главни босански рудници (Фојница, Крешево, Олово, Сребрница) се у изворима јављају баш за време Твртка, с тим што је Сребрница надмашивала све остале, па је у њој и број дубровачких трговаца био и највећи. Дубровачки трговци су били власници рудника или неких његових делова. Производи босанских рудника имали су одличну прођу, али је највећи проблем представљао транспорт. Метали су ношени у Дубровник или Дријева, одакле су даље транспортовани у Венецију и друге крајеве. За транспорт до Дубровника и Дријева коришћени су власи «поносници», који су товарним животињама превозили робу. Остали производи босанске привреде нису имали прођу као руде (кожа, восак, месо, стока), мада су приморски градови на неки начин зависили од босанских намирница. Међутим, долазило је око сукоба због цена, јер су Босанци тражили повишење откупне цене.

### Ратови
Сви главни производи босанске привреде су се сливали према мору, а на обали Јадрана били су и центри увоза босанске трговине. У увозу је главно место заузимала со, која је продавана на «кумерцима солским», а Босни су најближи били Дубровник, Дријева и Котор. Босна је у Приморју имала само неколицину села сељака и рибара. Сва 3 трга била су под угарском влашћу, тако да се није помишљало на њихово освајање. Далеко од јадранске обале је избио сукоб између старих ривала, Венеције и Ђенове, око острва Тенедоса у Егеју, које је византијски цар Јован V уступио Млечанима (1378). У сукоб се умешала и Угарска на страни Ђенове, па је претила опасност да се сукоб пренесе на Далмацију. Дубровник је као угарски вазал и противник Венеције био на страни Ђенове. Ипак, Венеција је на јадранској обали нашла слабу тачку, па је освојила Котор (1378), што је изазвало велики страх у Дубровнику. Венеција се трудила да привуче босанског краља на своју страну, па су се прошириле гласине да је дошло до савеза Твртка и Венеције. Иако је Твртко нудио помоћ Дубровнику, ови су то одбијали, уздајући се у помоћ хрватско-далматинског бана. Твртко је одржавао односе и са Котором. Криза око Котора се заоштрила 1378/9. када су у Дубровник приспеле ђеновљанске галије, па је једна струја у Дубровнику желела коначно уништење Котора, али је ипак преовладала умерена струја јер су Которани тајно преговарали о збацивању млетачке власти и повратак под угарску круну. Међутим, Которани нису испунили обећање. Которани мењају оријентацију и почињу преговоре с краљем Твртком о потчињавању његовој власти, што је Твртку било веома примамљиво пре свега због трговине, али се отвара проблем Дубровчана против којих би оваква Тврткова акција била уперена. Твртко тада блокира промет између Дубровника и залеђа, што доводи Дубровник у ситуацију да гладује. Ипак, након млетачког пораза код Пуле и приближавања ђеновљанских галија, Которани одлучују да преговарају директно са угарским краљем, тако да збацују млетачку власт и покоравају се директно угарском краљу. Твртко је, разочаран, подржавао млетачку посаду која се одржала у граду. Дубровчани су били у страху када је краљ Твртко дошао са великом војском у близину градске територије, али је та војска била намењена завођењу реда у суседној жупи. Твртко је 1379. био у походу на Зету, на територији Балшића, али о овом походу не знамо ништа.

### Оснивање Новог
Цела ситуација у Приморју се неповољно одразила на босанску привреду. Котор је био блокиран, а Дубровник је био под забраном трговине са Босном. Неуспех око Котора и тешкоће у трговини навеле су Твртка да положи темељ новом граду, у малом заливу у жупи Драчевици, близу ушћа реке Суторине, коме је заувек остало име Нови (1382). Твртков план је био да се осим утврђења, у његовом подграђу формира трг соли, који би постао нови привредни центар источног Јадрана. Трговци из далматинских градова, Которани, италијански трговци, видели су у новом тргу шансу за трговином сољу у већим количинама, па су нови трг прихватили у складу са својим интересима. Ипак, реакција Дубровника је била сасвим друкчија јер је сматрао да би му Нови био велика конкуренција и да би босански краљ сву трговину сољу могао да преусмери на тај трг. Од давнина су «кумерци солски» била 4 места: Дубровник, Дријева, Котор и Свети Срђ на Бојани. Дубровчани су подсећали Твртка на повељу из 1378. којом је он преузео обавезе српских владара према Дубровнику, па су сматрали да то важи и за законе о трговима соли. Такође су задржавали бродове натоварене сољу који су ишли ка Новом и откупљивали товар, а слали су и посланике у далматинске градове да их обавесте да је овај трг нелегалан. Дошло је до затегнутих односа између Босне и Дубровника, па су Дубровчани преговарали са осталим далматинским градовима о савезу против Босне и Венеције. Међутим, Твртко је попустио и децембра 1382. издао повељу којом забрањује трговину сољу у Новом у Драчевици. На ову одлуку је утицала и смрт краља Лајоша, па се Твртко надао да ће у тим тешким временима за Угарску испословати добијање тргова у Дријевима и Котору. Котор првобитно није долазио у обзир јер га је опседао Балша Балшић (1382/3). Што се тиче Дријева, она су дошла под Тврткову власт, али је непознато да ли пре или после смрти краља Лајоша. Твртко је радио и на формирању флоте, па је наручио 3 лађе у Венецији (1383). Подигао је град Брштаник близу ушћа Неретве, што показује да је Босна имала под контролом и доњи ток Неретве. Током 1383. било је бурно у крајевима између Дубровника и Боке. Имамо само фрагментарне вести, али је резултат да је Твртко истерао Балшину војску из својих жупа, потчинио касније Котор, добио угарску потврду и средио односе са Дубровником. Дријева и Котор су се коначно 1385. нашли у саставу Тврткове државе, па Босна сада није имала само пусту и камениту обалу, већ 2 привредна центра.
У Угарској је после дужих борби око престола на власт дошао Жигмунд Луксембуршки, син немачког цара Карла IV и муж младе краљице Марије, Лајошеве наследнице. Борбе су се водиле између њега и Карла Драчког, рођака Лајоша и напуљског краља. Карло Драчки је по доласку у Угарску убијен, а касније су побуњеници на челу са породицом Хорват заробили краљицу-мајку Јелисавету и краљицу Марију, и затворили их у Новиграду на Јадрану (1386). Побуњеници су тражили да на престо дође Ладислав Напуљски, син Карла Драчког. Жигмунд је кренуо да ослободи своју жену из заробљеништва. Венеција је стала на страну Жигмунда, док се Твртко одлучио да стане на страну побуњених хрватских великаша. Посебно се истиче улога Вукца Хрватинића, великог босанског војводе, који учествује у борбама побуњеника Иваниша и Палижне. Откако је Жигмунд почео да ниже успехе ослободивши Марију из заробљеништва (1387) и потиснувши хрватске великаше, Твртко је сам наставио борбу. Тежиште борбе је пренео у Далмацију. Прво му се потчинио град Клис (1387), чиме је прекинуо комуникацију Сплиту, а босанске чете су пустошиле сплитску градску територију. Ослобођена је Врана, седиште побуњеника Палижне, а противници су затворени у Нину. Далматински градови су тражили помоћ од Жигмунда и он им је послао малобројну војску под вођством «губернатора Далмације и Хрватске», Ладислава Лошонца (1388), која је стигла под Задар. Ипак, ова војска је била недовољна, тако да су је Твртко и Палижна лако поразили. Далматинским градовима није остало ништа друго него да преговарају о предаји, али су они одуговлачили у нади да ће им се јавити нека помоћ, па су од Твртка затражили да им омогући још једно посланство Жигмунду. Он им је то дозволио и дао им рокове, тако да је Сплит добио задњи рок да се изјасни 15. јуна 1389, на дан Косовске битке.
Потчињавање Котора довело је до сукоба с Балшом Балшићем, који је такође желео да освоји тај град. Штету од сукоба имали су трговци, па је Венеција посредовала око помирења Твртка и Балше (1385), али је то омела Балшина смрт, уместо кога на власт долази Ђурађ Страцимировић Балшић. Тих година се све више јављају Турци као важан политички и војни фактор. Турци су предводили пљачкашке походе ка јадранској обали и ка северу. Босну су на неки начин од Турака штитиле земље српских обласних господара. Међутим, опасност од турског пустошења није мимоишла Босну, захваљујући Ђурђу Страцимировићу, на чији позив Турци проваљују у Босну у 2 наврата: 1386. и 1388. Турци су користили сукобе обласних господара тако што су ратовали на различитим странама и дозвољавали господарима да се максимално исцрпу у тим борбама. Почетком 1388. осећала се опасност од Турака. Дубровчани су због Турака слали посланство Ђурђу Страцимировићу, а Твртковим људима дозвољавали да се повлаче унутар градских зидина. У лето се у близини појавио и турски заповедник Шахин. Босанци нису успели да задрже турску провалу све до Билеће, где су се сукобили августа 1388. на челу са војводом Влатком Вуковићем са Турцима и нанели им пораз. Турска провала је изазвала промену у односима Твртка и Ђурђа Страцимировића, па је посредством Дубровчана дошло до мира међу њима (1389). Други пут се Твртко сукобио с Турцима на Косову, 15/28. јуна 1389, када је послао војводу Влатка Вуковића у помоћ кнезу Лазару. Твртко је био убеђен да је његова војска однела победу и о томе је обавештавао хришћанске државе, а сачуван нам је само одговор Фиренце. Ипак, Косовском битком је ионако само номинална власт Твртка над Србијом и дефинитивно срушена, иако се он сматрао победником јер је стајао на челу обновљеног српског краљевства.
Далматински градови су одахнули када се босанска војска активирала на истоку, па више нису имали намеру да се предају. Лоша околност по Твртка била је и та што је бан Лошонц појачао своје активности и чак освојио град Клис (1389). То је приморало Твртка да поново крене у акцију против далматинских градова и пустоши градске територије. Прво је страдала територија Задра. Лошонц је напао Врану, седиште Иваниша Палижне, а ту су се изгледа одиграле битке између супротстављених страна. Победу је однела босанска војска, а непријатељ се дао у бекство. Ускоро је повраћен Клис, па је Твртко могао поново да тражи потчињавање далматинских градова. Већ се 1390. воде преговори о предаји градова, па Иваниш Палижна преговара у Трогиру са Трогиранима и Сплићанима. Градови одлучују да се предају, а то чине и Шибеник, као и острва Брач, Хвар и Корчула. Твртко је потврђивао права и привилегије градова из доба угарског краља Лајоша, а исте године им је у Сутјесци издао повеље. Сплиту је одредио границе са Клисом и Омишом. Твртко се сматрао краљем Хрватске и Далмације, а у његовој стварној власти била је Далмација без Задра, који је остао заједно са старим хрватским територијама у далматинском залеђу изван Твртковог домашаја. Твртко је био и заштитник католицизма. Уз банове Иваниша Хорвата и Иваниша Палижну, имао је и свог «војводу краљевства хрватског», Павла Клешића. Твртко је желео да уз помоћ Венеције добије и Задар, а предложио је Венецији и стварање општег савеза, према коме би сваки непријатељ или пријатељ био заједнички. Венеција је овај предлог одбила јер се косио са њеним интересима. Твртко је ступио у преговоре са аустријским херцегом Албертом и очекивао се неки брак између Твртка и неког из аустријске херцешке породице (1390). Што се Жигмунда Луксембуршког тиче, с њим је уз дубровачко посредовање дошло до преговора о миру, али је Твртко умро током боравка угарског посланика на његовом двору (10. март 1391. године).

## Стефан Дабиша
Смрт краља Твртка I значила је велики потрес за босанску државу. Смена на престолу је, међутим, извршена безболно. У околностима које за нас остају непознате, за новог краља одабран је Дабиша Котроманић који узима краљевско име Стефан. Не зна се у каквом је сродству био са претходним краљем. Дабиша назива Твртка старијим братом у једном писму што значи да је можда био ванбрачни син Твртковог оца Владислава. У почетку своје владавине, Дабиша је успео да очува Тврткову државу неокрњену. Дубровчани су покушали да окончају босанску власт у далматинским градовима. Послали су свог човека који је саветовао да се градови врате у верност угарском краљу. Овај покушај завршен је неуспехом. Након Тврткове смрти, права на Хрватску и Далмацију је све изразитије истицао Ладислав Напуљски. Иваниша Хорвата је именовао за намесника у Хрватској (лето 1391) док је Хрвоја и Вука Вукчића одредио за банове хрватско-далматинске. У Напуљу је босанска власт над Далмацијом и Хрватском очигледно схватана као привремено стање. Жигмунд Луксембуршки је у јесен 1391. године измолио од папе Бонифација опроштајнице за ратнике који учествују у његовом походу против Босне дајући му карактер крсташког рата. У пролеће 1392. године Босна је под Дабишом успела да одбије један турски напад. Властела се све јаче афирмише. Самостално иступање најраније се запажа код Санковића. Њихове земље налазиле су се у суседству Дубровника. Родоначелник Санковића је Санко Милтеновић, син Милтена Драживојевића, који је носио титулу казнаца. Погинуо је у рату са Николом Алтомановићем 1372. године. Управљао је областима Дабра, Трусине и Поповог Поља. Наследили су га синови, жупан Бељак и војвода Радич који су првих деценија показивали потпуну пасивност. На пролеће 1391. године, користивши се смрћу краља Твртка, браћа су одлучила да продају плодну жупу Конавли Дубровчанима за 1000 перпера сталног годишњег данка. Тиме су заправо продавали државну територију. Краљ и државни сабор реаговали су доста споро, али одлучно. Децембра исте године у конаваоску жупу продрле су снаге војводе Влатка Вуковића и кнеза Павла Раденовића које су избациле Санковиће. Влатко и Павле поделили су Конавли између себе. Павле Раденовић се по први пут истиче у овом рату. Овладао је половином Конавла заједно са својим синовима. Влатко је умро следеће, 1392. године. Наследио га је синовац, Сандаљ Хранић, који је другом половином владао следеће три деценије. Радич је заробљен. Бељак је изгледа умро још пре избијања рата.
Претња Жигмунда Луксембуршког навела је већину босанске властеле да му се приближи (пролеће 1393. године). У мају се очекивао састанак двојице краљева у Ђакову на коме би се примирје заменило правим миром. До састанка није дошло. Војвода Хрвоје Вукчић из породице Хрватинић, владар Доњих Крајева, такође је ступио у везу са краљем Жигмундом обећавајући му верну службу и борбу против сваког, изузев краља Дабише. Могуће да је овај акт издат у тајности јер се месец дана касније као сведоци Дабишине повеље заједно јављају Хрвоје и Иваниш Хорват, најљући непријатељ Жигмунда. Убрзо долази до расцепа између краља Дабише и босанске властеле. Почетком јуна 1394. године краљ је са Иванишем у отвореном непријатељству што се види из краљевог писма Хваранима, Корчуланима и Брачанима где га назива „бунтовником и неверником“. Дабиша је наређивао властели да помогну опсаду Омиша коју је вршио кнез Иван Радивојевић из Хума. Жигмунд је напао Иваниша и поразио га јуна 1394. године у бици код Добора у Усори. Браћа Хорвати, на челу са Иванишем, заробљени су и погубљени. Код Добора се покорио Жигмунду и босански краљ. Одрекао се власти над Хрватском и Далмацијом и предао их Жигмунду. Примио је вазалне односе које су босански владари од давнина имали према угарском краљу. Властела се сагласила да Дабишу наследи сам Жигмунд. Јула 1394. године велике тековине Твртковог доба одједном су уништене.

## Јелена Груба
Краљ Дабиша није дуго надживео капитулацију. У пролеће 1395. године је из Хума молио да му се пошаље лекар. Умро је на јесен, септембра 1395. године. Жигмунд је у складу са договором из претходне године требало да буде крунисан за босанског краља. Промена је ипак била сувише нагла да би се могла мирно прихватити. О ставу Босанаца извори преносе противречне гласове, вероватно изазване различитим жељама босанске властеле. Постојале су две струје. Жигмунд је својим доласком вероватно могао преокренути ствар у своју корист. Међутим, његове амбиције тада су биле уперене на Италију, а такође му је положај у самој Угарској био несигуран. Излаз из кризе нађен је у компромисном решењу; Дабишину владавину продужила је удовица Јелена. Њена владавина има карактер интеррегнума. За кратко време Јелена је добила и супарника, из редова противника краља Жигмунда, највероватније после Никопољске битке. Непознати славонски племић из околине Пожеге иступио је као босански краљ све док га Жигмундове присталице нису убиле те исте, 1396. године. Његова појава у Босни није оставила трага. Славонија, из које је претендент долазио, била је главно упориште Жигмундовог противника Ладислава. Током Јеленине владавине прва личност у Босни био је војвода Хрвоје Вукчић. Дубровчани су се управо њему обраћали око својих претензија на територије које су сада припадале Босни, а до којих им је много стало. Реч је о појасу земљишта који је спајао Стон са дубровачком територијом и Конавли, плодна жупа. Босна је већ у време Стефана II Котроманића спречавала извршење Душановог уступања појаса који је Стон спајао са Дубровником.
Војвода Хрвоје Вукчић припадао је великашкој породици Хрватинића чији је оснивач Хрватин Стјепанић, кнез Доњих Крајева из доба владавине Стефана I Котроманића, Павла Шубића, Милутина и Драгутина Немањића. Био је син Вукца Хрватинића, војводе Доњих Крајева и унука Хрватиновог. Наследио је оца око 1380. године, током Тврткове владавине, а током владавине Дабише иступа самостално везујући се најпре за Ладислава, а од 1393. године и за Жигмунда. Остао је, међутим, лојалан према босанском краљу. Поред Хрвоја, значајни властелин био је и кнез Павле Раденовић, син Радена Јабланића. Као дете је живео на Твртковом двору. На историјску сцену ступа 1391. године када, заједно са Влатком Вуковићем, заузима Конавли од Санковића. Тиме ступа у блиске везе са Дубровчанима који га 1397. године примају за свог грађанина. Сандаљ Хранић, синовац Влатка Вуковића, припадао је породици Косача, непознатој до успона Влатка. Његова активност примећује се тек 1395. године, иако је стрица наследио 1392. године. Активно се меша у преговоре са Дубровником око исплате светодмитарског дохотка. Тражио је да се доходак исплаћује њему. Далеко важнија је његова активност у Зети. Користећи се борбом између Радича Црнојевића (господара Горње Зете) и Ђурђа Страцимировића Балшића, он је априла или маја 1396. године, после Радичеве погибије, заузео Будву којом је управљао пуне две године. Поред тога, наметнуо се и Котору као врховни господар. У ово доба Сандаљ је био доста млад те се ослањао на Хрвоја Вукчића са ким се и родбински повезао. Узео је за жену Јелену, ћерку Вука Хрватинића, Хрвојевог брата. Поред ове три велможе, у повељи краљице Јелене упоредо се јавља и тепчија Батало чија је активност далеко мање позната. Држао је Лашву и Сану, жупе у централној и западној Босни. Ове две жупе биле су одвојене земљама Хрвоја Вукчића. Батало је био ожењен његовом сестром. Функцију тепчије обављао је за време Дабише, Јелене и Остоје. Поред њих, постојале су и друге властеоске породице. Значајну улогу играли су Радивојевићи, господари простора око доње Неретве. Контролисали су земље око Дријева и били су верни краљици. Николићи из Поповог поља наступали су далеко самосталније. Вукослав Николић и његова браћа самостално су поставила неке царине чиме су погађала трговину Дубровчана. Права Дубровника кршио је и Сандаљ који је обновио солане и кумерк солски у Новом у Суторини (Драчевица). Такође је довозио со и у Будву, док је њоме господарио, чиме је кршио старе обичаје јер ту трг соли није био легалан. У ово време јављају се и представници породица Златоносовића и Дињичића, који су из Подриња (Усоре) истисли Влатка Твртковића и његовог сина Вучихну. На путу да се претвори у самосталне господаре области, властела је имала да издржи вишеструку борбу, против краљице и тежу, против остале властеле. Николићи падају под власт Сандаља Хранића, а слично се десило и Радивојевићима. Влатко Влађевић из источне Босне завршио је као вазал Павла Раденовића. Дињичићи и Златоносовићи су се одржали, али нису доспели до ранга највећих породица. Босанске велможе замењивале су владаоца на својим пространим територијама. Они су били повезани и родбинским везама (нпр. са Хрвојем су били повезани Сандаљ Хранић, Батало и један припадник породице Златоносовића).
Након Дабишине смрт Босна је била сасвим пасивна у односима према суседима. Привремену изолацију Босне прекинули су Турци. Оснивањем Скопског крајишта 1392. године отворен је пут у Босну. Константин Филозоф сведочи о нападу велике турске војске, на челу са синовима Бајазита и Стефаном Лазаревићем, на Босну. До напада је дошло 1397. године, након потчињавања области Вука Бранковића. Константин Филозоф сведочи да је зима 1397/8. године била веома јака, са оштрим снеговима, те војска није постигла ништа. Због неуспеха овог похода, Стефан је 1398. године оптуживан за издају. Ангорска битка спречила је даље турске нападе.
Након повлачења Турака, Сандаљ је маја 1398. године тражио од Дубровчана јемство за Радича Санковића. Истог месеца Радич је пуштен на слободу. Ослобађање Санковића изненада је постало актуелно. Носилац ових промена, Остоја, већ је 20. маја послао изасланика у Дубровник да обавести републику да је Остоја постао нови краљ.
Околности под којима је Остоја дошао на власт остају сасвим непознате. Припадао је роду Котроманића, мада му се једно време пребацивало да је ниског порекла. Могуће да је био син Владислава, односно брат краља Твртка. На престо су га довели противници краљице Јелене које је, изгледа, предводио сам Хрвоје. Није познат разлог због којих су они устали против Јелене. Сам Хрвоје променио је своју политику и поново се окренуо Ладиславу. Уз Јелену су остали само Радивојевићи. Сама Јелена је и даље остала у земљи, називала се краљицом, али се није мешала у политички живот Босне. Хрвоје је својом одлуком определио сву властелу која је напустила краља Жигмунда и окренула се Ладиславу.

## Босна почетком 15. века
Дубровчани су код новог краља поново покренули питање Сланског приморја. На својој страни имали су и Радича Санковића. Преговарали су и са Хрвојем. Повеља краља Остоје о уступању Сланског приморја Дубровчанима издата је 15. јануара 1399. године. Хрвоје и Остоја добили су по једну кућу у Дубровнику у вредности од по 1500 дуката. Сланско приморје је углавном делило политичку судбину Поповог Поља. Њиме су до 1398. године господарили Николићи, а од ослобађања Радич Санковић. Радич је имао село Лисац у Сланском приморју.
Жигмунд је 1398. године „са својим вернима“ (присталицама свргнуте краљице) напао Хрвоја оптужујући га за сарадњу са Турцима. Поход је завршен неуспехом. Краљ је јула напао жупу Сану, али се већ августа повукао, након чега је Хрвоје заузео жупу Дубицу. Суседна хрватска властела откупљивала је новцем слободу од Хрвоја који је био главни Ладиславов савезник на Балкану. Ладиславову власт је 1401. године примио Задар. Трогир је одлагао одлуку, а Сплит је енергично одбио и чак освојио Хрвојев Омиш. Незадовољно угарско племство затворило је 1401. године Жигмунда Луксембуршког. Маја 1402. године Трогир и Шибеник признавају Хрвојеву власт. Гарантована им је аутономија. Од Приморја до Драве читаво племство признавало је власт Ладислава кога је подржао и папа Бонифације. Једини заслужан био је Хрвоје. Ладислав, међутим, није скупио храбрости да крене даље од Задра. Крунисан је у том граду без праве круне и ван законитог места. Жигмунд се за то време ослободио заробљеништва и отишао у Чешку где се борио за права своје куће. Малобројне Жигмундове присталице наговориле су га да се врати у Угарску. Неколико мањих војничких успеха било је довољно Жигмунду да сасвим заплаши Ладислава који је отишао у Италију. Пре одласка, Ладислав је именовао Хрвоја намесником у Угарској, Хрватској, Далмацији и Босни дајући му титулу херцега сплитског. Под Хрвојевом непосредном управом био је Сплит, Брач, Хвар, Корчула. Као босански великаш Хрвоје је био Остојин вазал, али се као краљев намесник уздигао изнад њега.
Сукоб Дубровника и босанског краља избио је 1403. године. Дубровачка република примила је два угледна босанска властелина, Павла Маштровића и Павла Радишића (из династије Котроманић) која су побегла од краља Остоје. Остоја је оптужио Републику за сарадњу са Угарском и тражио да му се врати Сланско приморје, истерају двојица властелина и да му се да обећање да се они више никада неће примити. Дубровчани су захтеве одбили бранећи своје право да пружају уточиште и наводећи случајеве када су се из истих разлога супротстављали и угарским краљевима. Сандаљ и Павле обећали су подршку Дубровнику, док је Радич Санковић стао на страну Остоје. Радич је јуна 1403. године напао „Нове Земље“ и истерао дубровачког кнеза. Дубровчани су Хрвоју обећали годишњи данак од 500 дуката уколико их помири са Остојом. Остоја није намеравао да одустане од рата. Јула исте године продро је готово до самог града. Дубровчани су одлучили да преко Мркше Жарковића, господара Валоне (сина властелина Жарка и Теодоре Дејановић), затраже помоћ Турака, а затражили су савез и са Црнојевићима и другим Зећанима.
Ладислав Напуљски је у то време дошао у Задар. Био је на врхунцу своје моћи. Дубровчани су послали свог представника у Задар и потужили се Ладиславу на краља Остоју. Овај покушај није имао много изгледа за успех, јер Дубровчани нису признали Ладислава за угарског краља. Због тога су били препуштени сами себи. Напали су град Соко у Конавлима. Том приликом погинуо је кнез Сланог из Дубровника и босански властелин Вукослав Николић. Такође, Дубровчани су спровели и привредну блокаду Босне – забранили су строго да се роба извози у босанске крајеве. Радослав Павловић и Сандаљ Хранић су се већ 1403. године понашали као да са Дубровником нису у рату.
Остоја се почетком новембра 1403. године разишао са Хрвојем оптужујући га за рат против Дубровника. Приближио се Жигмунду Луксембуршком. Дубровчани су наговарали Хрвоја да треба да се ослободи Остоје. За новог краља препоручивали су Павла Радишића који од почетка рата седи у Дубровнику. Дубровчани су упутили своју флоту у Неретву и спалили трг Дријева. Посредством Ивана Моровићког, мачванског бана, Остоја се измирио са Жигмундом. То је изазвало незадовољство у земљи. Склопљен је почетком 1404. године тајни савез између Дубровчана и Хрвоја уперен против Остоје, са циљем да се за краља постави Павле Радишић. Међутим, већ почетком марта Хрвоје се измирио са Остојом, а тиме посредно и са Жигмундом. Једва месец дана касније Хрвоје се поново сукобио са Остојом. Овога пута је на страни херцега био и Сандаљ Хранић. До обрачуна је дошло маја 1404. године. Завршен је поразом и свргавањем босанског краља. Са Остојом је пао и Радич Санковић. Сандаљ је поново заузео његове земље. Породица Санковића потпуно је одстрањена из политичког живота Босне.

### Ратови са Угарском
Босански великаши су за новог краља изабрали Твртка II Твртковића, сина Твртка I (мај 1404), дотле потпуно пасивног. Остоја је побегао у Угарску и потпуно се везао за Жигмунда. До напада угарске војске дошло је јуна 1404. године у области Усоре. Мачвански бан Иван Моровићки продро је до Бобовца и заузео Сребреник. Ладислав и Венеција подржали су долазак Твртка на власт. Он је постао млетачки грађанин. Дубровнику је потврђено држање Сланског приморја. Остоја је осуђен као кривац за рат. Жигмунд је 1405. године напао Доње Крајеве Хрвоја Вукчића. Заузео је Бихаћ. Босанска властела је још више пришла уз Ладислава који је Хрвоју, Сандаљу и Твртку дао неке градове на управу. Ови градови били су у рукама хрватске властеле потчињене Жигмунду, а припали би босанској властели по освајању. Жигмундов војсковођа Пипо Спано напао је Босну и 1406. године. Из Бобовца је опустошио готово половину Босне и спалио две Тврткове куће. Долазак Пипа Спана у Бобовац је на неки начин присилило краља Остоју да тражи азил од Дубровчана. Следеће, 1407. године, Жигмунд је лично на челу војске у Босни. Ова година није била успешна као претходне јер се угарски краљ у Босни разболео.
Млетачка истовремено ратује у Зети против Балше III Балшића. Из Босне су у Венецију стизале молбе да се не меша у унутрашње ствари Котора и да одустане од претензија на Омиш и осталих градова у сфери интереса Сандаља Хранића. Сандаљ је предложио Млечанима да му повере Будву и Бар у замену за заштиту млетачких поседа у Зети. Венеција је прихватила предлог под условом да Сандаљ у року од 5 месеци истера Балшу из Зете. Неспоразум је избио око солане у Љуштици, а убрзо је Венеција склопила примирје са Балшом те је прилика пропала.
Нови папа Гргур XII прихватио је Жигмундов захтев да се борбама у Босни да карактер крсташког рата. Папа је позвао читав свет да крене у рат против Турака, за шта тада није било могућности. Међутим, Босна је проглашена за јеретичку земљу. Септембра 1408. године Жигмунд је напао Босну. Дошло је до велике битке код Добора. Угарски краљ однео је одлучујућу победу, заробио и погубио 171 босанског властелина. Пораз је навео босанску властелу да напусти Ладислава и да се приклони Жигмунду. Први је табор променио вођа Ладиславове странке, Хрвоје Вукчић. Нису се сви одмах повели за његовим примером те је поново дошло до расцепа властеле. Хрвоје напада Радивојевиће у долини Неретве. Твртко се на престолу одржао још неколико месеци. Крајем 1408. године је свргнут и губи му се траг у наредних пет година. Жигмунд је настојао да оствари своја права на босанску круну из 1394. године. Жигмунда је најкасније 1410. године поставио за вицекраља Босне. Није познато да ли је Сандаљ Хранић пришао Жигмунду, мада је то мало вероватно. У Босни се поново јавља свргнути краљ Остоја, овога пута као заштитник Сандаља Хранића и противник Хрвоја и Жигмунда. Када је Жигмунд лично дошао у Босну, Павле Раденовић и Сандаљ Хранић затражили су преговоре. Октобра 1410. године дошло је до помирења по коме су Сандаљ, Павле и остала властела пристали да Жигмунда крунишу за краља Србије и Босне. Жигмунд је једно време одустао од захтева да сам постане босански краљ те је прихватио Остоју. Босна је тада била само део његових огромних амбиција. Сандаљ се у то време ородио са српским деспотом Стефаном Лазаревићем (оженио се Јеленом, удовицом Ђурђа Страцимировића) те је његов став према Жигмунду био помирљивији. Сребреницу је Жигмунд највероватније 1411. године поклонио српском деспоту.

## Почеци турских продора
Жигмунд Луксембуршки је у пролеће 1412. године на двору у Будиму организовао велику прославу поводом измирења са пољским краљем. Тим поводом су се на двору нашли и босански великаши који су добили прилику да се афирмишу у европско племство које им је било узор и идеал. Пољски хроничар Длугош бележи да су се босански витезови прославили на витешки играма. Почетком следеће, 1413. године, Сандаљ Хранић је увучен у рат Стефана Лазаревића против турског султана Мусе. Стефан се повезао са Мусиним братом Мехмедом, претендентом на турски престо, због чега је Муса напао Српску деспотовину и освојио неколико тврђава. Сандаљ је на наређење Жигмунда кренуо у помоћ Стефану одложивши рат са Котором. Заједно са Иваном Моровићким, Сандаљ је учествовао у одлучујућој бици код села Чаморлу. Његово одсуство искористио је Хрвоје да напада његове области. Намеравао је да заузме трг Дријева. Жигмунд је жестоко реаговао на мучки напад Хрвоја и наредио је босанским великашима да га нападну. Рату се придружио и Сандаљ по повратку са истока. Хрвојева власт збачена је на острвима која је Жигмунд поверио Дубровчанима. Хрвоје губи имања у Славонији. Молио је Жигмунда за опроштај, али угарски краљ није био спреман на попуштања. Зато се обратио Турцима. Хрвојев протовестијар Михаило Кабужић је маја 1414. године довео у Босну један одред Турака који се поделио на три дела. Први се упутио ка Загребу, а друга два по Босни. Тиме је започео период турског притиска на Босну. Са Турцима се, вероватно по жељи Хрвоја да свргне Остоју, у Босни појавио и свргнути краљ Твртко. На својој страни Твртко је имао и Павла Раденовића. Остоја се затворио у своје градове, а Сандаљ је принуђен да откупи своју слободу. Угари су 1415. године прикупили велику војску за рат против Турака. Турцима је стигло појачање под Исак-бегом. Половином јула 1415. године дошло је до одлучујуће битке на реци Лашви. Угари су поражени и готово сви заповедници заробљени. Неки су погубљени, а неки су се касније откупили. Остоја и Сандаљ помирили су се са Хрвојем и сасвим су напустили Жигмунда. Султан је зато потврдио Остоју за краља; Твртко се морао повући. Жигмунд се више никада није вратио у Босну. Усорска бановина је ликвидирана, а босанска властела је ковала планове да заузме и деспотову Сребреницу. У томе су их омели унутрашњи сукоби. Исте године одржан је састанак у Сутјесци на коме је, за време шетње, убијен Павле Раденовић од стране људи Сандаља Хранића и Вукмира Златоносовића. Павлов син Петар одведен је у Бобовац где је требало да га ослепе. Не зна се како су подељене земље Павла Раденовића; зна се само да је Златоносовићу намењено Олово. Петар није ослепљен већ одведен у главни град Павловића, Борач. Постојао је и млађи Павлов син, Радослав. Не зна се како се Петар успео ослободити. Сандаљ је новембра 1415. угрожен од Павловића. О ставу Хрвоја нема вести. Већ априла 1416. године он је умро. Поставило се питање његовог наследника. Хрвојев син Балша умро је после неколико месеци владавине. Мали део Хрвојевих територија наследио је његов синовац Ђурађ Војсалић, син Војислава Хрватинића. Највећи део преузео је краљ Остоја који се развео од своје жене Кујаве и на лето 1416. године оженио Хрвојевом удовицом Јеленом. Јелена је пре удаје град Омиш дала своме брату Иванишу Нелипчићу. Султан Мехмед I појавио се крајем 1416. године у Босни где је посредовао у склапању мира међу својим вазалима. Остоја је оптужен да је погазио вјеру господску убиством Павла Раденовића, али је успео да побегне и избегне заробљавање. Пришао је Сандаљу који се борио против Мехмедових вазала Павловића. Сандаљ је у рату са Павловићима (које су подржавали Турци) изгубио готово све поседе у Приморју сем Драчевице са Новим. Остоја је умро септембра 1418. године. Турци су променили страну и помогли Сандаљу да делимично поврати територије у Приморју. Повратио је своју половину Конавла. За новог краља изабран је Остојин син Стефан. Сандаљ је настојао да Дубровчанима прода своју половину Конавла. Договор је и постигнут. Конавли су продати за 12.000 дуката и 500 перпера годишњег трибута. Међутим, чим су Дубровчани преузели Конавли, плануо је устанак који је брзо угушен, али се дубровачка власт није учврстила. Стефан Остојић је децембра 1418. године издао повељу којом је потврдио дубровачко поседовање целог Конавла, заједно са градом Соко.
Јануара 1420. године скопски намесник Исак продро је у Босну и нападао је и Сандаља и Петра. Петар је крајем јануара страдао у борби са Турцима. Сандаљ је то искористио да поседне Петрову половину Конавла заједно са Соком. Повратио је власт над Поповим Пољем, а Гргур Николић је побегао у Дубровник. Сандаљ је повратио ранију снагу и супротставио се краљу Стефану. Октобра 1420. године склопљен је мир са Радославом Павловићем који је подржао долазак краља Твртка у земљу. Остојић је средином 1420. године формално свргнут. Тиме се прекидају све вести о њему. Умро је пре 1422. године. Твртко је средином 1421. године крунисан за краља Босне.

## Владавина Твртка II
Твртку је припао задатак да обнови краљевски ауторитет у Босни. Он се измирио са свим обласним господарима. Прихватио је чињеницу да је он само први по рангу међу њима и задовољио се њиховим формалним исказивањем потчињености. Савез са новим краљем је прва потражила Венеција. Он је склопљен 1422. године, а уперен је против Иваниша Нелипчића, брата Јелене, Остојине удовице, који је господарио Омишем. У Босни је још неко време трајао сукоб између Радослава Павловића и Сандаља Хранића, али без већих битака. Мир је склопљен 1423. године, а Сандаљ је Дубровчанима вратио град Соко. Павловић се ородио са Косачама. Оженио се Теодором, ћерком Сандаљевог брата Вукца. Исак је 1424. године поново напао Босну. Твртко га је дочекао спреман. Вазални однос Твртка према Турцима тиме није прекинут јер је краљ и следеће године платио харач. Сандаљ се носио мишљу да подржи Мустафу, претендента на турски престо. Међутим, Мурат II га је поразио исте године.
Твртко се вратио старој идеји о освајању Сребренице која од 1411. године припада српском деспоту. Повољна прилика указала му се на јесен 1425. године када је Мурат напао Србију. Константин Филозоф описује рат Стефана Лазаревића против Твртка. У босанском нападу сигурно су учествовали Дињичићи. Почетком октобра краљ је опсео Сребреницу. Становништво и дубровачки трговци повлаче се у тврђаву Сребреник. Твртко је наместио топове да гађа Сребреницу те је становништво приморано на предају. Поход је пропао због повлачења Турака из Србије. Стефан Лазаревић је све снаге усмерио на Босну. Пао му је у руке огроман плен, између осталог и топови од којих је највећи однесен у Београд. Стефан је прогонио Твртка „дубоко у босанске земље“, а тада су вероватно доспели у његове руке градови који се помињу у уговору у Тати 1426. године.
До првих покушаја измирења Босне и Угарске долази већ крајем 1422. године када су измењена писма између Жигмунда и Сандаља Хранића. Формални мир склопљен је средином 1425. године. Напад Твртка на Сребреницу морао је довести до извесног поремећаја у односима двојице краљева јер је Стефан Лазаревић био верни вазал Жигмунда. Крајем пролећа 1426. године у Босну је продро одред од 4000 Турака. Твртко и остали обласни господари нису се усудили на отпор. Највише је страдала Усора, односно земље Вукмира Златоносовића. Преговори са Угарском довели су до одлуке Твртка да Босну завешта грофу Херману Цељском уколико умре без наследника. Ову одлуку краљ је донео без саветовања са властелом или станком што је изазвало разлаз Твртка и обласних господара, пре свих Сандаља Хранића и Радослава Павловића. Већ средином 1428. године несугласице су изглађене. Босански краљ тражио је себи жену из редова угарског племства. Избор је пао на Доротеју, ћерку бана Јована Горјанског и рођаку самог Жигмунда. Извесну тешкоћу представљала је краљева верска политика. Пребацивало му се да је заштитник јеретика и шизматика. Због тога је Твртко молио папу Мартина V да пошаље легата који би испитао његово држање и да, уколико легат установи да је веран католик, папа одобри брак. Нема података о истрази, али се краљ 1428. године оженио Доротејом. Тако је Босна дошла у положај у коме је Српска деспотовина била већ петнаест година – постала је вазал Турске и Угарске. Верност Турском султану била је претежнија. Мурат није ни реаговао на склапање овог брака.
Дубровачка влада је почетком 15. века настојала да добије плодну жупу Конавли. Први период преговора са Радославом Павловићем прекинут је Радослављевом оптужбом и предајом Сокола (1421). Сукоб између Радослава и Сандаља Хранића завршен је 1423. године помирењем и предајом Сокола Дубровнику. Дубровчани и Радослав тада су обновили мир и преговоре око уступања Конавла, али опет без резултата. Радослав је тек 1426. године пристао да прода Дубровчанима Конавли јер се нашао у финансијској оскудици. Успео је да истера далеко већу цену него што је Сандаљ узео са своју половину – 13.000 дуката и 600 перпера годишњег дохотка. Његова половина била је и вреднија због Цавтата, али је Сандаљ ипак протестовао и изборио се за то да му се накнадно исплати још 2000 дуката. Тешкоће у односима са Радославом отпочеле су на јесен 1429. године. Војвода је, без икаквих докумената, тврдио да му неколицина Дубровчана дугује новац и тражио је од дубровачке владе да обезбеди наплату. Октобра 1429. године он је запленио један дубровачки караван са тканинама одговарајући на ћутање дубровачке владе. На жалбе је љутито одговарао да ће вратити и тканине и повеље, што је значило прекид односа. Дубровчани су забранили трговину на земљи Павловића и покушавали су да га смире. Као повод за нове протесте послужила је одлука Дубровчана да прокопају танку превлаку која је Цавтат спајала са копном. Тако би од града направили мало острво које се може лакше бранити. У пролеће 1430. године пронео се глас да ће Радослав напасти Дубровник. Непријатељства су започела априла исте године – Први конаваоски рат (1430—1432).
Босански краљ осудио је војводин поступак, али није могао ништа да учини јер је Радослав уживао подршку султана. Дубровчани су одбијали да се сами појаве на Порти плашећи се да ће бити подвргнути плаћању харача. Више су волели да други посредују за њих. Сада су настојали да склопе савез са Твртком и Сандаљем против Радослава и да се са султаном договоре око куповине Радославових територија за 70.000 дуката. Преговори нису успели.
Дубровчани су у Првом конаваоском рату показали више снаге и иницијативе него у било ком њиховом познатом рату. Најамничка војска нападала је Требиње и равномерно узвраћала за Радославове нападе на дубровачку територију – рушили су куће, палили летину, секли дрвеће и сл. Султанов субаша стигао је прво код Радослава, а затим и у Дубровник, са намером да извиди ствар. Радослав је тврдио да је Дубровчанима дао земљу у налог и те тврдње је поткрепљивао фалсификованим документима. Дубровчанима није било тешко да оригиналима повеља докажу своја права. Султан је наредио да се Конавли врате Дубровнику, а Република је поставила и питање ратне штете тражећи суму од 60.000 дуката. На име ратне штете добили су Требиње, Врм и тврђаву Клобук. Радослав се супротставио овој одлуци и привукао је на своју страну и Твртка. Уз помоћ новца издејствовали су на Порти промену одлука. Успостављено је стање од пре рата. Дубровчани су добили Конавле, али без ратне одштете.
Исте године када је почео Конаваоски рат избио је сукоб између Твртка и Вукашина Златоносовића. Он је завршен истребљењем ове породице. Није јасно како су текли обрачуни нити разлог сукоба. Дубровчани су следеће године изјавили саучешће Сандаљу Хранићу за „оно што се догодило Вукашину Златоносовићу“. Није познато како је он прошао, али се у изворима више не помиње. Изгледа да је Твртко наставио рат против српског деспота Ђурђа Бранковића. Следеће, 1432. године, њих двојица су у рату. Ратовање се завршило поразом босанског краља. Деспот је завладао Усором, Зворником и Теочаком. На страни деспота био је Сандаљ Хранић. Радослав је најпре био на страни Твртка, али је касније прешао победничкој страни. Твртко је имао проблема у самој Босни. Појавио се претендент на престо кога је довео Радослав. Изгледа да је то иста личност коју је бургундски витез Бертрандон де ла Брокијер срео на Порти и коју помиње у свом путопису. Реч је о Радивоју Остојићу, сину бившег краља Остоје. У Босну је дошао 1433. године, подржан од Сандаља Хранића, Радослава Павловића и деспота Ђурђа Бранковића. Твртко се повукао у Угарску где је остао пуне две године. Тиме је коначно напустио своју политику сарадње са обласним господарима. Твртка је на престо вратио угарски краљ Жигмунд 1434. године. Угарска војска ратовала је против Турака, а Ђурађ Војсалић против Сандаља Хранића. Хрвојев синовац успео је да Твртку врати власт.
Преокрет у Босни изазвала је смрт Сандаља Хранића 15. марта 1435. године. Угарски краљ настојао је да ојача власт свога вазала Твртка и да Угарској припоји Хум на кога су угарски краљеви полагали право још од времена владавине краља Лајоша (1342—1382). Хум је био значајан због Дријевског трга. Матија Таловец је по наређењу Жигмунда напао Хумску земљу. Придружили су му се и Радивојевићи. Радослав Павловић такође је био непријатељ Сандаљевог наследника. Пошто су Сандаљева браћа, Вук и Вукац Хранићи, помрли још за његова живота, војводу је наследио најстарији синовац Стефан Вукчић Косача који је још раније одређен за наследника. Стефан је нападнут са свих страна. Изгубио је најпре трг Дријева где се учврстио Ђурађ Војсалић. Он је средином 1435. године позвао у помоћ Турке. Одред од 15.000 турских коњаника стигао је почетком јула у Босну. Угари су истерани из Хума, а територије Радослава Павловића су опљачкане. Такође, Стефан Вукчић је пружио подршку наследнику Иваниша Нелипчића, његовом зету Ивану Франкапану. Након Иванишеве смрти, Жигмунд је затражио Омиш за себе и послао против Ивана бана Матеју Таловца. Стефан је 1436. године лично дошао у помоћ своме савезнику. Стефан је 1436. године заувек отклонио угарски притисак на Хум. Крајем исте године Стефан је средио односе са угарским краљем. У исто време он се измирио и са Твртком. Дубровчани су га такође прихватили за Сандаљевог наследника, као и Млетачка република. Најупорнији противник Стефана био је Радослав Павловић. Он је крајем 1437. године изгубио наклоност Турака те је Стефан добио наређење Мурата II да заузме Требиње. Стефан је Требиње освојио, а запосео је и Јелеч у Подрињу. У Врму је опсео тврђаву Клобук. Међутим, Радослав је за кратко време повратио наклоност Порте и навукао их против Стефана. Турци су 1439. године провалили у Босну и приморали Стефана да Радославу врати Требиње и остале територије које је освојио. Радослав се оженио Стефановом сестром Теодором и између Павловића и Косача склопљен је мир.
Жигмунд Луксембуршки је умро крајем 1437. године. Наследио га је Албрехт Хабзбуршки који је владао следеће две године. Мурат је 1439. године кренуо у освајање Српске деспотовине. Придружио му се и босански вазал Стефан Вукчић Косача. Истовремено умире Албрехт Аустријски и у Угарској избија дуготрајна криза. Стефан Вукчић је кренуо у освајање земаља Матије Таловца након смрти Албрехта Аустријског. Помагао му је краљ Твртко. Почетком 1440. године Радослав Павловић дуговао је султану велику суму новца због које је овај доделио Требиње и Врм Стефану под условом да Стефан исплати Радослављев дуг. Марта 1440. године Стефан је заузео Требиње. Избија рат, а Радослав и Стефан се парниче пред Портом. Након освајања Српске деспотовине, Зета је остала незаштићена што користи Стефан Вукчић. Почетком јула 1439. године тражио је од которског кнеза помоћ у заузимању Зете. Приказивао се као наследник Балшића, а повезао се чак и са Стефаном Марамонте-Балшићем (сином Константина и Теодоре Топија) који је тада као кондотјере ратовао у јужној Италији. Одлагање освајања Зете изазвао је деспотов боравак у Зети (лето 1440) током кога је безуспешно покушавао да се измири са Портом. Априла 1441. године Ђурађ је у журби напустио Зету и склонио се у Дубровник. Стефан је на своју страну привукао и Црнојевиће. Султан је Стефану наредио на нападне Дубровник у коме се деспот склонио. Због тога је Ђурађ напустио Дубровник. Септембра 1441. године Стефан је запосео Горњу Зету. Имао је помоћ најстаријег брата, Стефана Црнојевића, који је добио пет великих катуна у Горњој Зети. У освајању Доње Зете Стефан је имао опасног противника – Млетачку републику.
Стефан Вукчић марта 1442. године заузима Бар. Будва и Дриваст предали су се Млечанима. Крајњи резултат овог рата јесте проширење млетачких поседа на источној јадранској обали. Крајем 1441. године умро је Радослав Павловић. Наследила га је сестра, удовица и најстарији син Иваниш Павловић. Стефан заузима Клобук, последње упориште Павловића на југу. Маја 1442. године склопљен је мир. Последња позната активност краља Твртка је покушај продаје Босне Млетачкој републици. Понуда је одбијена, након чега Твртко склапа мир са Муратом. Умро је новембра 1443. године.

## Стефан Томаш
Након Тврткове смрти Стефан Вукчић Косача је постао најмоћнији босански војвода. Децембра 1443. године нови краљ постао је Стефан Томаш, син Остоје Котроманића. На престо га је поставила властела, иако је тврдио да га је Твртко пред смрт одредио за наследника. Избор је обављен без учешћа Стефана Вукчића који према Томашу заузима непријатељски став. Настојао је да на престо доведе Радивоја, али га је онемогућила заузетост Турака у Дугој војни. Права на босанску круну имао је и Херман Цељски у складу са уговором из 1427. године. Међутим, Јанко Хуњади је 1444. године издејствовао пристанак угарског краља Владислава на долазак Томаша на престо. На страни новог краља били су Иваниш Павловић, Венеција и Радивојевићи. Томаш је јануара 1444. године продро у долину доње Неретве и заузео Косачин Дријевски трг. На страну Венеције су у Доњој Зети прешли сви Црнојевићи сем Стефанице. Млечани су започели опсаду Бара, који се брзо предао. Заузели су и Омиш. Стефаница марта 1444. године прелази на њихову страну. Стефан Вукчић је савезника потражио у Италији. Постао је вазал Алфонса Арагонског. Нови краљ заузео је турску Сребреницу. Ђурађ је августа 1444. године добио делове Деспотовине које су заузели Турци. Потом је ступио у преговоре са Косачом који су завршени споразумом. Стефан је Ђурђу вратио Горњу Зету са Медуном. Савез је био уперен против босанског краља и Млетачке републике. Априла 1445. године Ђурађ је вратио Сребреницу. Томаш је свим снагама напао Стефана. Иваниш је стао на његову страну. Дријева су поново пала у краљеве руке. Изненада је настао неки преокрет. Септембра је у Босни владао мир. Томаш и Стефан склопили су мир. Краљ се оженио Стефановом ћерком Катарином. Иваниш Павловић и Петар Војсалић (син Ђурђа Војсалића, војвода Доњих Крајева) били су незадовољни преокретом. Босна је била у добрим односима са свим суседима, сем са Србијом. Сребреница је поново заузета 1446. године. Склопљен је компромис по коме су приходи рудника дељени по пола. Ниједна страна није била задовољна тиме. Једно време кован је новац који је на једној страни имао лик босанског краља, а на другој лик српског деспота.
Краљ Томаш је предузео активну политику против босанских манихејских јеретика. Његов претходник, краљ Твртко, примио је 1442. године католичку веру. То је резултат Базелског концила који је 1433. године расправљао о питању јереси у Босни. Током Томашеве владавине, хришћанска коалиција подржана од папе Евгенија IV, покренула је прави крсташки рат против Турака те је Томаш морао да саопшти папи своју оданост католицизму. Поништио је брак закључен по босанским обичајима, а исказао је непријатељски став према јеретицима. Међутим, Томаш је наставио да указује уобичајене почасти крстјанима и њиховим првацима. Најзначајнији католици у Босни тада су били Хрвојеви наследници – Ђурађ и Петар Војсалић. Током Евгенијевог понтификата католик је постао и Стефан Вукчић. Католичке цркве подизао је Радивој Остојић.
Пуне две године нема вести о унутрашњим сукобима у Босни. Војвода Стефан Вукчић је пожелео да поново уреди односе са Ђурђем који су поремећени склапањем мира између војводе и босанског краља. Мир са српским деспотом запечаћен је неким браком који је ускоро изазвао нови скандал који је на Ђурђа навукао Турке. Турски напад из 1448. године захватио је и Томашеву земљу; чак и Хрватску. Турци продиру до Дријева и спаљују трг. Средином септембра исте године деспотов шурак Тома Кантакузин је разбио босанског краља Томаша и заузео Сребреницу. Стефан Вукчић је тада ратовао на страни Томе. Раскид са краљем обележио је узимањем титуле херцега поред традиционалне титуле војводе русага босанског. Намера му је била да се издигне у односу на осталу властелу. Пошто уз титулу херцега иде неки епитет, Стефан се назвао „херцегом од Светог Саве“. Ранија два јужнословенска херцега узимала су у своју титулу градове (Балша II је био дука драчки, а Хрвоје херцег сплитски). Стефан је пошао од манастира Милешеве где је негован култ првог српског архиепископа. Стефан је у наредним годинама покушао да се ослободи млетачког монопола трговином сољу. Отворио је кумерк солски у Суторини под Новим. Дубровчани и Которани су протестовали због оваквог кршења старих обичаја. Стефана нико није могао да спречи да у својој земљи ради шта хоће. Отварање солане највише је погодило Дубровчане. Криза је достигла врхунац јула 1450. године када је Република својим поданицима забранила трговину на херцеговој земљи. Мера је херцега тешко погодила, али се успео изборити да прескочи Дубровник и одржава непосредне везе са Фиренцом, Венецијом и другим италијанским градовима. Преко мора је слао сребро, олово, восак и набављао тканину и другу робу. Било је јасно да се сукоб са Дубровником не може завршити на миран начин.

### Други конавоски рат
За рат са Дубровником Стефан је најпре морао обезбедити сагласност Порте. На руку му је ишла попустљивост новог султана Мехмеда II који је пристао уз услов повећања харача у случају херцеговог заузимања Конавла. Томаш је био заузет ратом са Ђурђем око Сребренице, а у Угарској је трајао грађански рат. Херцег је крајем јуна 1451. године ушао у Конавле и посео читаву жупу сем града Сокола и Цавтата. Дубровчани су затражили преговоре о миру. Питање Конавла остављено је Порти на одлуку. До септембра је важило примирје. То време Дубровник је искористио да потражи помоћ на све стране - код Венеције, Алфонса Арагонског, папе и босанског краља. Независно од овог сукоба, део херцегове породице прешао је на страну непријатеља. Узрок је необичан породични живот херцега Стефана. Неколико година раније Стефанови посланици довели су из Фиренце лепу Сијењанку за старијег херцеговог сина Владислава. Херцег је одлучио да је задржи за себе, на велико незадовољство супруге и оштећеног сина. Владислав и његова мајка тајно су тражили од Томаша и Ђурђа Бранковића да нападну Стефана. Владислав је ступио у тајне преговоре са Дубровчанима. У међувремену су и херцег и Дубровчани газили примирје. Дубровчани су сакупљали најамнике док је Стефан опседао Соко и рушио цавтатске зидове. Крајем августа херцег је продро до градских зидина. Бродови су склоњени из луке како их херцегови топови не би оштетили. Херцег је одатле пожурио у помоћ млетачком Котору опседнутом од стране деспотових људи из Зете. Дубровчани су 13. децембра предузели поход на Конавле који је требало да захвати Драчевицу са Новим. Он је завршен катастрофалним поразом Дубровника.
Завршетку рата допринео је веома крупан догађај на Балканском полуострву – склапање мира између Угарске и Турске. Стефану је забрањено да узнемирава Дубровник. Рат је завршен изванредно повољно по Дубровчане, а неповољно по херцега. Стефан је изгубио све што је освојио у рату. Херцег је напустио Конавле, али га је убрзо поново запосео. Међутим, тада је избила побуна његовог сина Владислава који је заузео цео Хум. Дубровчани су га новчано помагали. У Хуму су се, као део савеза против херцега, састале војске Петра Војсалића и Томаша. Стефана су спасла неслагања у табору савезника. Најпре је дошло до сукоба Петра Војсалића и Петра Таловца, а затим се становништво побунило против Владислава и прешла на страну Млечана. Млетачка флота заузела је трг Дријева преко Неретве. Табор херцегових непријатеља спасао је долазак Томаша у Хум. Он је са лакоћом повратио Дријева и сломио устанак против Владислава. Потом се повукао из Хума. Херцег је 1452. године напао савезнике, али се фебруара 1453. године морао повући. Ступио је у преговоре са сином и Дубровчанима. Маја 1454. године склопљен је мир. Дубровчани су добили слободу кретања. Стефану је припао Дријевски трг, а солана у Новом није ни поменута. Установљено је стање пре рата. У међувремену, Турци су освојили Цариград.

### Томашове борбе са Турцима
Припремајући се за опсаду Београда, султан Мехмед је од босанских вазала тражио неуобичајене ствари. Поред товара намирница за своју војску, султан је од Томаша тражио да му преда и четири града (један у Ливањком пољу, други на путу за Угарску и још два у срцу Босне). Босански вазали одбили су захтеве тражећи да плаћају уобичајени харач. Турци су одбијени пред Београдом и Мехмеду је требао предах од тешког рата. Исте, 1456. године, умиру најзначајнији борци против Турака – Јанко Хуњади, Јован Капистран и Ђурађ Бранковић. Томаш је сматрао да треба да се нађе на челу хришћанске армије против Турака. Међутим, он није био способан за нешто такво. У самом срцу Босне, у Ходидједу, имао је турску војску и турског војводу Врхбосне. Мехмедова војска је 1457. године продрла у херцегову земљу и на северу, на Сави, створила упориште са 8000 војника. Мехмед је поновио своје захтеве. Папа је озбиљно схватио намере босанског краља и Томашу упутио легата са задатком да преда Томашу „знак крста“, симбол крсташког рата и папску заставу. Легат је у Босни могао ствари да сагледа реалније од папе Калиста III те је финансијска помоћ изостала. За „капетана хришћанства“ проглашен је Скендербег.
Јануара 1458. године умро је српски деспот Лазар. Томаш је заузео 11 градова које је српски деспот држао са друге стране Дрине. Задржао је Сребреницу, Зворник и Теочак, а остале градове поделио је Ковачевићима и Станчићима. Турци су 1458. године поново провалили у Босну. Томаш је прошао лако; закључен је мир по коме се султан задовољио са харачем од свега 9000 дуката. Убрзо је склопљен мир између Томаша и Стефана. Преговори о женидби Томашевог сина и ћерке покојног деспота Лазара већ су далеко одмакли. У духу старих схватања, сматрало се да ослепљени Стефан Бранковић не може управљати државом. Он је ипак, уз Лазареву удовицу Јелену, био главна личност у држави. Брат румелијског беглербега Махмуда, Михаило Анђеловић, извикан је у Смедереву за деспота, али је брзо збачен и затворен. То изазива рат са Турцима. Босански краљ Томаш састао се са новим угарским краљем Матијом у Сегедину ради преговора о босанском припајању Смедерева. Матија се сложио и чак тражио од Томаша да сина што пре пошаље у Смедерево. Током краљевог боравка у Сегедину, Турци су провалили у Босну (јануар 1459) и опсели Бобовац и Врандук. У Бобовцу се налазио млади Стефан Томашевић и његов стриц, некадашњи претендент Радивој Остојић. Успео се извући из града и побећи у Смедерево где је 21. марта венчан и проглашен деспотом. Томаш је успео да истисне Турке из Босне, чак и из Ходидједа. Владавина Стефана Томашевића Смедеревом слабо је позната. Трајала је свега неколико месеци. Мехмед II је 20. јуна 1459. године заузео Смедерево, а на Босанце је пао тежак терет издаје. Матија је оптужио Стефана Томашевића да је продао Смедерево Турцима. Томаш је имао много муке да папу Пија II уведи да то није истина.
Томаш је спровео акцију против патарена. Херцег Стефан је помагао деловање крсташког рата иступајући као православац. Двогодишња акција краља Томаша слабо је позната. Многи патарени су под притиском прихватили католичку веру. Четрдесет њих пребегло је у херцегову земљу. Турци су крајем 1459. године пљачкали херцегову земљу. Опљачкана је и Милешева. Турско харање користио је Стефаница Црнојевић да и сам плени о херцеговој земљи као турски савезник. Мир је склопљен децембра 1459. године. Под турску власт је 1460. године дошла Сребреница, Зворник и Теочак. Херцег је поручивао Венецији да долази време када ће га „Турци прождрети као толике друге владаоце и господаре“. Тада је почео са одлучнијом политиком према Турцима.
Томаш је завршио живот под необичним околностима. Кружиле су приче да га је убио брат Радивој у сагласности са Стефаном Томашевићем, подржан од Матије Корвина и Мехмеда. Гласине о неприродној смрти проширио је пушкар Јерг из Нирнберга.

## Пад Босне
Томашева смрт није имала неповољне последице по Босну. Стефан Томашевић је постигао мир са херцегом Стефаном. Обојица су се обратили папи који шаље свог легата новембра 1461. године и крунише Стефана за краља. Херцега је на свечаности заступао млађи син Влатко. Матија је примио новог краља у милост тражећи од њега да Турцима не плаћа харач. На Порти је већ донесена одлука да се Босна освоји. Највећи ударац јединству Босне задао је херцегов син Владислав. Он је 1461. године поново ушао у сукоб са оцем. Након краткотрајног прекида, сукоб је поново плануо 1462. године. Херцег је 1462-3. године обећао да ће поделити земљу међу синовима, остављајући мањи део мајци за издржавање. Владислав је добио три града у источном делу земље. Он је 1462. године захтевао половину очеве земље. Лично је отишао султану нудећи му 100.000 дуката (које би позајмио од Венеције и Дубровника) у замену за трупе. Мехмед је уцењивао херцега тражећи од њега 100.000 дуката и три града (укључујући и Клобук). Забранио је херцегу везе са Венецијом и папом. Херцег је све одбио. Први напад уследио је почетком 1463. године. Део султанове војске дат је Владиславу. Херцег је потучен на реци Брезници. Владислав је дошао на власт. Султан је маја лично дошао у Босну. Турска војска је подељена. Један део је послат на Саву да спречи угарског краља да пошаље помоћ. Мехмед је са другим делом отишао пред Бобовац, док је Махмуд-пашу послао под Јајце. Краљ Стефан, који је резидирао у Јајцу, бежао је на запад. Махмуд-паши је поверено да га ухвати. Краљ се затворио у тврђави у Кључу. Његова војска разбијена је пред зидинама града те је Стефан, као некад у Смедереву, отпочео са преговорима. Споразумео се да преда румелијском беглербегу тврђаву у замену за слободан пролаз. Махмуд-паша га је, међутим, ухватио и предао султану. Овај није хтео ни да га погледа, већ је наредио да му се одруби глава. Већина босанских градова се после тога предала без борбе уз обећање да ће браниоци бити поштеђени. Султан је наводно освојио 117 градова. Херцег је сачувао главу тако што се укрцао на млетачку галију која га је склонила у Приморје.

### Краљеви Босне
- Стефан Твртко I Котроманић (1377—1391)
- Стефан Дабиша (1391—1395)
- Јелена Груба (1395—1398)
- Остоја Котроманић (прва владавина 1398—1404, друга владавина 1409—1418)
- Стефан Твртко II Котроманић (прва владавина 1404—1409, друга владавина 1421—1443)
- Стефан Остојић (1418—1421)
- Стефан Томаш (1443—1461)
- Стефан Томашевић (1461—1463)